# Paul Kindle
Paul Kindle (ur. 4 maja 1930 w Hohenems, zm. 22 grudnia 2016 w Triesen) – liechtensteiński polityk, w latach 1993–1995 i 1996–1997 przewodniczący Landtagu.

## Życiorys
Z zawodu monter maszyn i technik. Pracował m.in. jako kierownik techniczny w przedsiębiorstwach Elastin-Werk i Swarovski. Działacz Unii Patriotycznej. W latach 1978–1982 był zastępcą członka liechtensteińskiego rządu. Od 1982 do 1997 sprawował mandat posła do Landtagu. W latach 1993–1995 i 1996–1997 pełnił funkcję przewodniczącego parlamentu. Zasiadał także w Zgromadzeniu Parlamentarnym Rady Europy. Był również filatelistą, zaprojektował kilka znaczków pocztowych.